# Fallout: Brotherhood of Steel
Fallout: Brotherhood of Steel (также называемая Brotherhood of Steel, FO: BoS, BoS; рус. Возрождение: Братство Стали) — экшен, созданный для приставок Xbox и Playstation 2. Вышедшая 14 января 2004 года игра стала четвёртой игрой во вселенной Fallout и первой игрой из этой вселенной на консоли. Игра рассказывает о приключениях новобранца организации «Братство Стали». Фанатами серии была встречена крайне прохладно, так как в ней имеется множество отклонений от устоявшейся сюжетной линии развития мира.

## Сюжет
Братство Стали направляет одного из своих новобранцев найти пропавших паладинов, которые, по мнению братства, находятся в городе Carbon (Карбон). В этом городе для новобранца находится много заданий от местного населения, первое из которых заключается в очистке склада от радиоактивных скорпионов. После этого герой отправляется на дно воронки, оставленной ядерными взрывами, где обнаруживает, что мэр города находится на стороне рейдеров, которые грабят и убивают людей в городе. После убийства мэра игрок возвращается в город и видит, что на город напали рейдеры и прячущиеся в обломках жители просят спасти их. Игроку приходится очистить все кварталы города от рейдеров и убить женщину, которая их возглавляет. При помощи выходца из убежища, главного героя оригинального Fallout, игрок направляется в город Los (Лос), в котором предположительно находятся мутанты. Далее нити ведут его в Церковь Лоста, культа, основанного в этом городе. Паладин Братства, Rhombus (Ромбус), просит игрока убить лидера культа по имени Blake (Блэйк). После извлечения ключа из тела убитого Блейка, игрок сопровождает Ромбуса в церковь, где паладина убивают мертвяки-самоубийцы, сразу после того как игрок получает ключ-карточку. Затем главный герой находит секретное убежище армии мутантов и в ходе борьбы с персонажем Attis (Аттис), генералом мутантов, теряет сознание и остаётся умирать. При помощи людей-жителей убежища, новобранец братства приходит в себя и отправляется в руины убежища мутантов в поисках Аттиса. Когда они снова встречаются, Аттис мутирует и превращается в гигантскую «каплю». Игрок в ходе последнего боя должен прорваться к главному терминалу и запустить механизм самоуничтожения, после чего ему придётся добраться до монорельсового вагона и уехать на нем, чтобы не быть уничтоженным вместе с руинами.

## Отзывы
| Сводный рейтинг       | Сводный рейтинг   | Сводный рейтинг    |
| Издание               | Оценка            | Оценка             |
| Издание               | PS2               | Xbox               |
| --------------------- | ----------------- | ------------------ |
| GameRankings          | 65,49 %           | 65,58 %            |
| Metacritic            | 64/100 (31 обзор) | 66/100 (33 обзора) |
| MobyRank              | 65/100            | 66/100             |
| «Критиканство»        | 65/100 (2 обзора) | 65/100 (2 обзора)  |
| Иноязычные издания    |                   |                    |
| Издание               | Оценка            | Оценка             |
| Издание               | PS2               | Xbox               |
| Eurogamer             | 3/10              | N/A                |
| GameSpot              | 7,3/10            | N/A                |
| GameSpy               | [ 10 ]            | N/A                |
| IGN                   | N/A               | 7,5/10             |
| XboxAddict            | N/A               | 50 %               |
| Русскоязычные издания |                   |                    |
| Издание               | Оценка            | Оценка             |
| Издание               | PS2               | Xbox               |
| «Домашний ПК»         | [ 13 ]            | N/A                |